# Vent (tirant)
|  | Per a altres significats, vegeu «Vent (desambiguació)». |

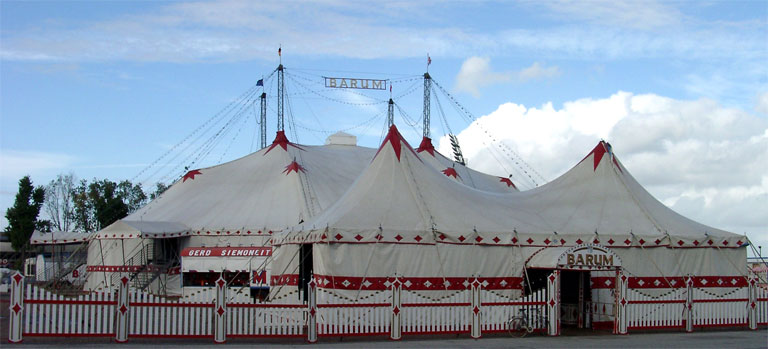
Carpa de circ amb vents

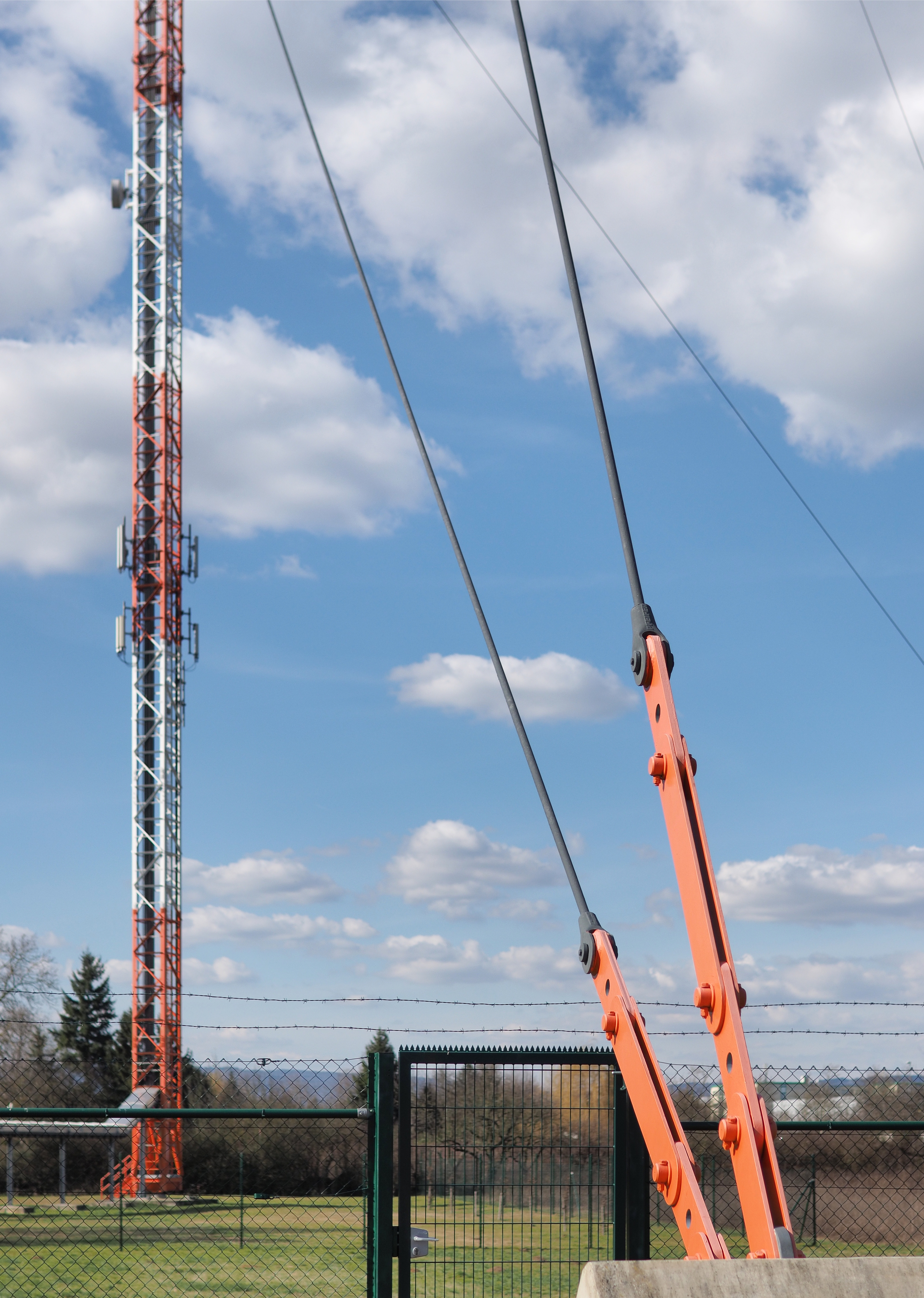
Ús de vents d'antena a Kassel, Alemanya

Els vents o tirants, són uns cables tensors que es fixen a una estructura, vertical en molts casos, i s'asseguren a terra per garantir-ne l'estabilitat. També ho són els cables o cordes que subjecten dempeus les tendes de campanya, les carpes de festivals o la carpa d'un circ, juntament amb els cables emprats per poder mantenir ben dreta, una antena de telecomunicacions. En el cas dels vents dels pals estructurals, serveixen per arriostrar-los quan la robustesa del pal no és suficient per poder suportar les càrregues de vent i altres forces que es poden produir, o bé no és tècnicament possible fer uns bons fonaments per al pal, com és el cas de la torre d'una antena de radio freqüència que ha d'estar aïllada del terra.

## Antenes de radiofreqüència
En el cas de torres de transmissió radiants, els vents no han d'entrar en ressonància amb la torre per tal de no tenir una influència amb un comportament desfavorable en la seva radiació. Amb aquesta finalitat, els vents es divideixen normalment en seccions que són més curtes que una cinquena part de la longitud d'ona emesa utilitzant diversos aïllants. Però també és possible connectar els vents a una presa de terra directa en els fonaments, mitjançant una bobina de xoc, que eviti la ressonància elèctrica, dimensionant la seva longitud adequadament, o bé utilitzar cables fets de material no conductor.
Els vents es tensen generalment en tres direccions, desplaçades l'una de l'altra 120 graus, veient-los des de dalt. Depenent de l'alçada de la torre, sovint s'han d'instal·lar més vents a diverses altures per tal d'evitar que el pal es doblegui amb un vendaval fort. Mitjançant aïllants, els vents solen estar ancorats al terra amb uns fonaments de formigó massís.

## Ponts suspesos

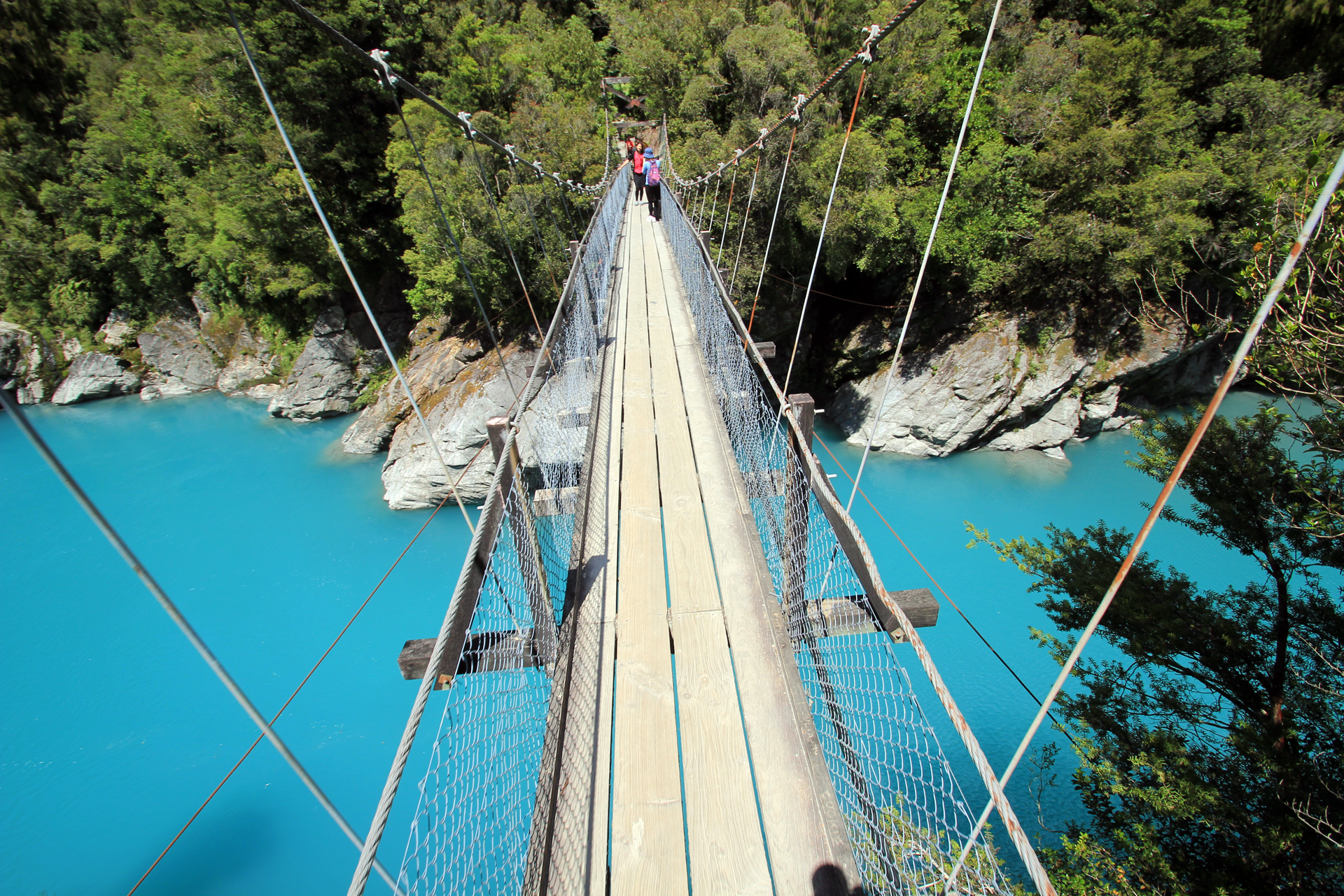
Vents de Hokitika Gorge

En enginyeria civil, els vents són, normalment, un conjunt de brins de cables d'acer trenats, destinats a suportar la base d'un pont suspès simple distribuint les forces per tal d'evitar el seu balanceig. El cable de tirant estan subjectats, per un costat, a un piló ben ancorat a terra i per l'altre extrem a la base del pont. Caminar per un pont tant lleuger d'aquest tipus a un ritme raonable requereix un pas particular, ja que el pas normal pot produir ones que poden fer que el viatger es balancegi d'una forma incòmode, amunt i avall o d'un costat a l'altre, per evitar-ho se sol estabilitzar el pont amb vents ancorats a terra, com els obencs d'un vaixell, estructura que fa la travessa més estable.

## Estructura d'avions

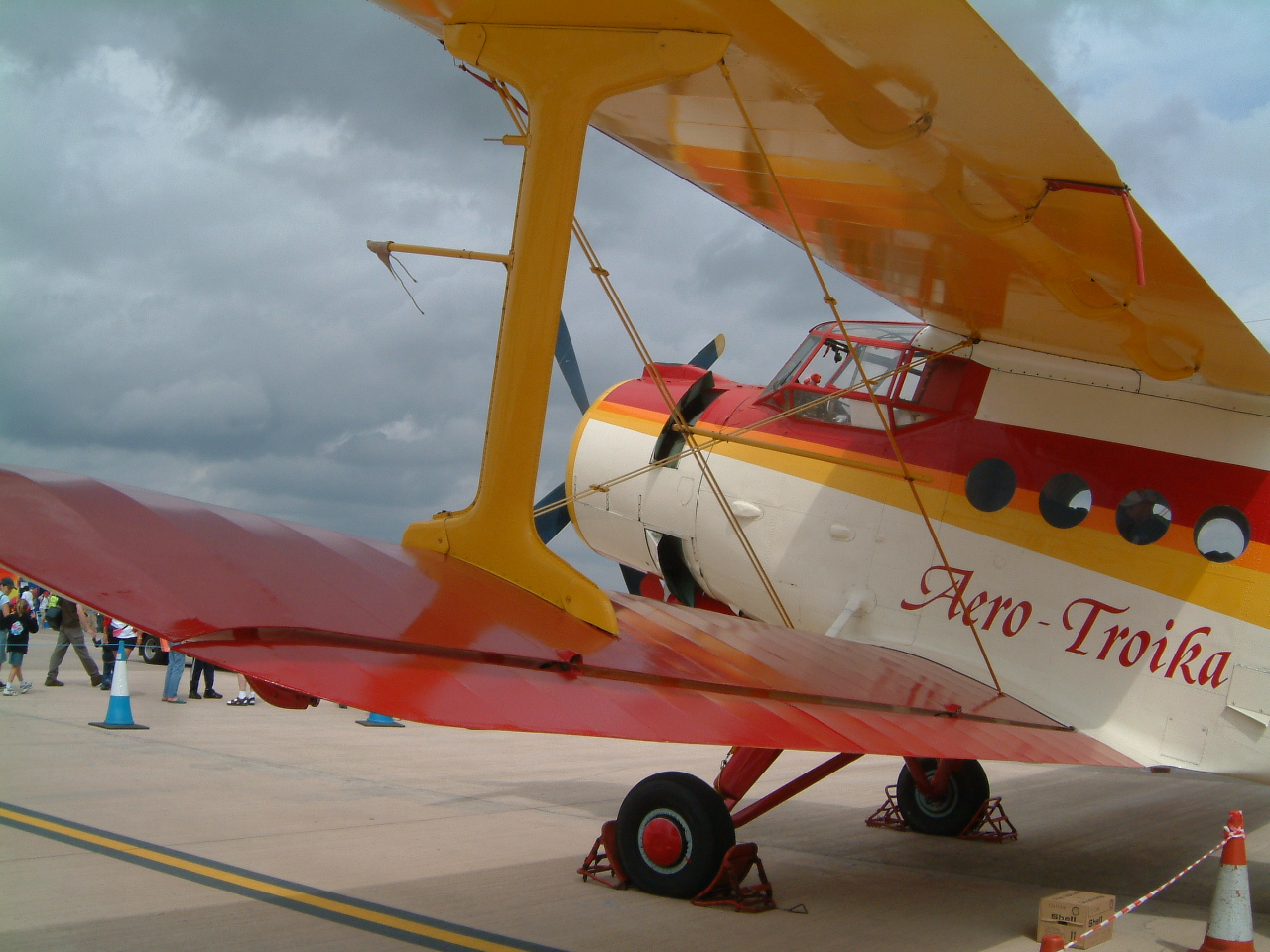
Tirants d'ales d'un bipla

En els inicis de l'aeronàutica es van fer avions amb les ales consolidades mitjançant tirants. Aquest era especialment el cas dels monoplans, biplans i triplans. En aquests casos, els tirants eren cables o cordes que s'utilitzaven per repartir les forces suportades per l'ala. Això ajudava a mantenir l'ala en posició i a evitar que es deformés o es trenqués. Els tirants repartien les forces suportades per l'ala i les seves connexions amb el fuselatge.
Els tirants es podien fer amb cables metàl·lics tensats (SPAD S.VII per exemple) o amb una estructura metàl·lica buida (Twin Otter per exemple). Quan l'ala s'adjunta sense tirant a la part superior del fuselatge, s'anomena ala en voladís.

## Camping

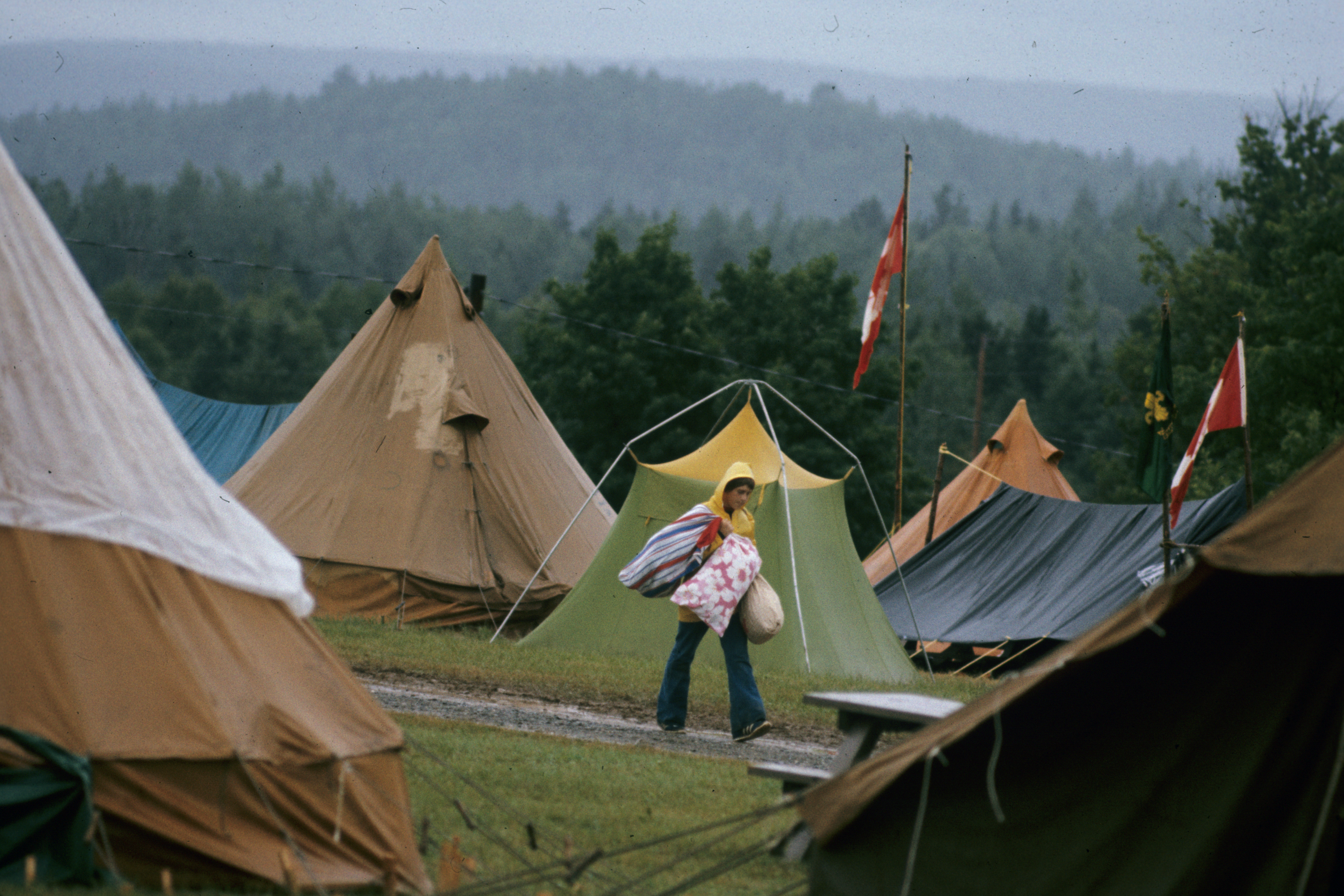
Vents de tendes de campanya

Els vents d'una tenda de campanya son uns cables que s'utilitzen per a garantir l'estabilitat de la tenda fent-la més forta estructuralment, més estable i amb bones condicions de ventilació. Es solen lligar a les quatre puntes i als laterals del sostre de la tenda i després s'enganxen a terra o es lliguen a arbres o roques del voltant de la tenda. Algunes tendes poden tenir cordons incorporats, mentre altres necessiten lligar-hi cordons addicionals.

## Horticultura
En horticultura s'utilitzen tirants per tal de poder guiar el creixement d'un arbre o d'un arbust quan no es pot utilitzar una estaca per aquesta finalitat. Aquest és normalment el cas dels arbres gruixuts les branques dels quals estan massa a prop del terra. Els vents, s'ancoren al sòl per mantenir la planta en posició vertical i evitar que es mogui amb el vent. Això ajuda a que les arrels es desenvolupin correctament i a que la planta creixi en la direcció desitjada. Cal assegurar-se que els tirants estiguin ben fixats i no estiguin massa tensos, ja que això podria danyar l'arbre o arbust. I s'ha de tenir cura en retirar els tirants un cop la planta hagi crescut el suficient.

Un altre tipus de tirant que s'utilitza habitualment amb els arbres té la funció de mantenir juntes dues branques que arribarien a separar-se del seu punt d'unió. La fiabilitat d'un tirant és inversament proporcional al nombre de peces mòbils que la componen, és preferible i generalment possible escollir un tipus de tirant que només tingui el mínim de peces de ferreteria, és a dir: dos tensors i un tros de cable.

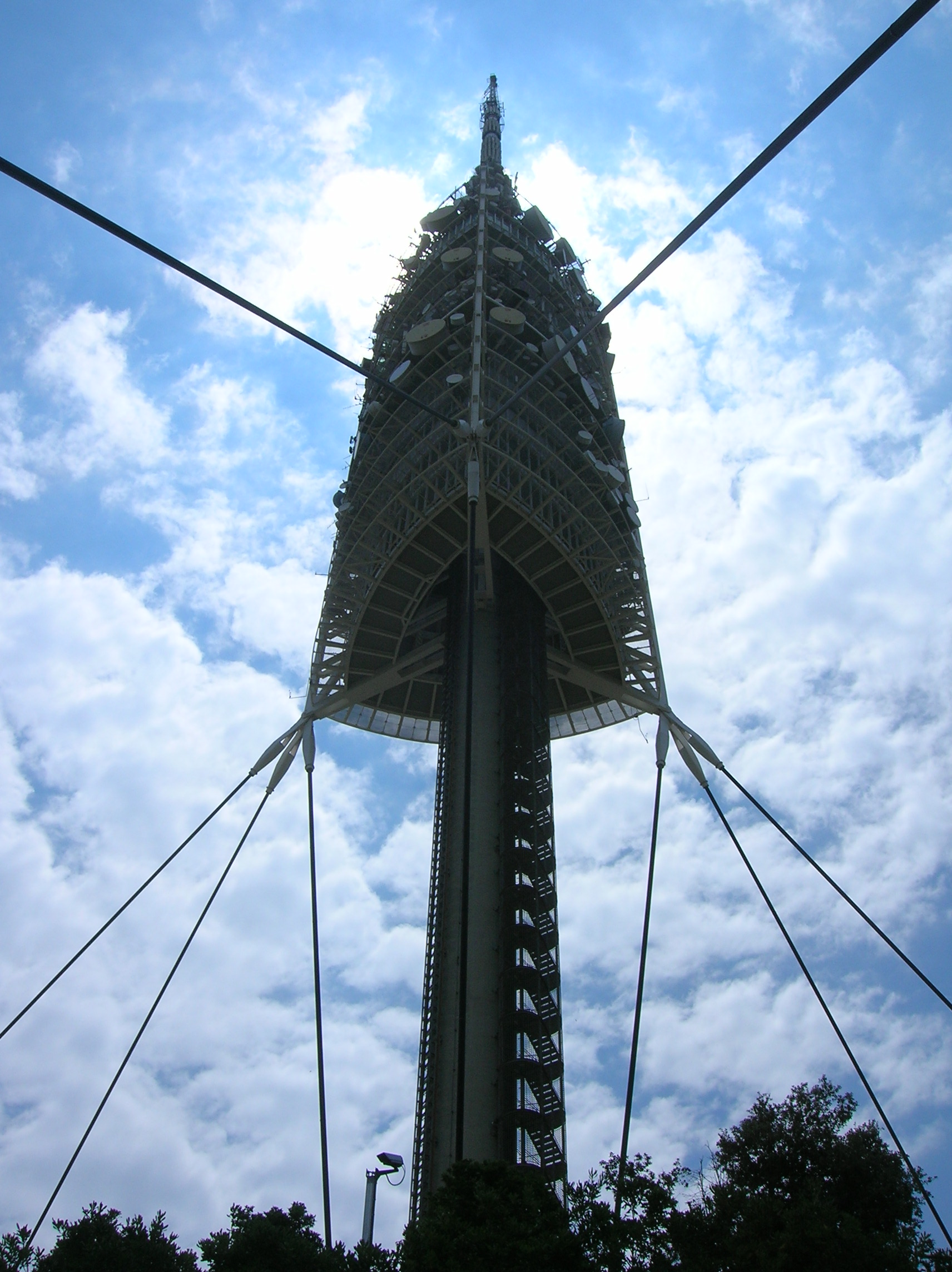
Torre de Collserola, Barcelona, amb vents

## Edificis amb vents
Històricament, les estructures amb tirants són algunes de les estructures artificials més altes del món. També hi ha moltes estructures que consisteixen en una part inferior independent i una part superior amb tirants. Es tracta d'estructures parcialment atirantades, algunes de les quals es poden utilitzar temporalment per suportar edificis alts durant la fase de construcció. Un cas típic és la Torre de Collserola, a Barcelona.

## Ciclisme
Dins l'entorn del ciclisme, els tirants són els dos tubs inclinats que constitueixen amb les bases (tubs horitzontals) la part posterior del bastidor d'una bicicleta. És al seu extrem on s'enganxa la roda del darrere, formant a la part posterior de la bicicleta l'equivalent a la forquilla de davant.